# اونوجو، فوکوئوکا
اونوجو در استان فوکوئوکا در کشور ژاپن  واقع شده‌است  که دارای جمعیت ۹۴٬۰۳۷ نفر و مساحت ۲۶٫۸۸ کیلومتر مربع با تراکم جمعیت ۳٬۴۹۸  نفر در کیلومترمربع است و در تاریخ ۱ آوریل ۱۹۷۲ به عنوان شهر شناخته شد.